# Werner Böhm
Pour les articles homonymes, voir Böhm.
Werner Böhm, dit Gottlieb Wendehals, né le 5 juin 1941 à Toruń ("Thorn" en Pologne occupé par l'Allemagne) et mort le 2 juin 2020 dans la Grande Canarie (Espagne), est un chanteur et musicien allemand.

## Biographie
À la fin des années 1950 et au début des années 1960, Werner Böhm est pianiste dans "Cabinet Jazzmen" à Hambourg, l'un des groupes de jazz les plus populaires en Allemagne du Nord à cette époque. À 16 ans, il remplace Kaschi Jöhnck, parti en Californie. Après un apprentissage de tapissier, il gagne sa vie comme décorateur de grand magasin. En 1970 et 1971, il redevient pianiste dans de nombreux établissements de Hambourg comme Onkel Pö (de). Il accompagne de grandes personnalités comme Louis Armstrong et Erroll Garner.
Fin 1974, Bohm commence une carrière de compositeur, de musicien pigiste, et fonde le "Werner Boehm Quintet" avec le violoniste Lonzo (de), Udo Lindenberg à la batterie, Knut Kiesewetter (de) au chant et lui au piano et au vibraphone.
En 1979, il crée le personnage de Gottlieb Wendehals, un farceur dégingandé avec l'accent de la Frise orientale, une veste à carreaux noir et blanc, une mallette en lambeaux et un poulet en caoutchouc sous le bras. Il publie ainsi Polonäse Blankenese qui est numéro 1 des ventes en 1981, chanson qui sera reprise en français par Le Grand Jojo sous le titre Jules César. Il participe à la sélection du représentant allemand au Concours Eurovision de la chanson 1982 mais finit dernier tandis que son épouse Mary Roos, qui chante, avec David Hanselmann (de), une de ses compositions, finit sixième. L'année suivante, il est acteur à côté de Karl Dall et Helga Feddersen dans le film érotique Sunshine Reggae auf Ibiza (de). En 1985, il voyage avec les quatorze musiciens du "Gottlieb-Wendehals-Band" à travers l'Europe.
En 1984, Werner Böhm essaie un changement de style. L'album 84 Ahead chante en anglais sur des morceaux italo disco ou rap. Le disque n'a pas de succès. Il revient avec le personnage de Gottlieb Wendehals. En 1990, il sort un album de schlager. C'est encore un échec.
Bien qu'il ait un revenu de plusieurs millions de dollars en tant que musicien, il est contraint de contracter des dettes au milieu des années 1990 avec une faillite personnelle de 600 000 euros, en raison de son incapacité à gérer l'argent. En 2004, il participe sous son vrai nom à l'édition allemande de I'm a Celebrity... Get Me Out of Here! puis de Big Brother  pendant une semaine. 
En 1987, il participe à l'ensemble vocal Wir für Euch qui sort l'album Insel der Liebe.
Par la suite, il fait une rechute alcoolique et vit sous tutelle.
En 2008, lors des élections municipales à Hambourg, il est deuxième position de la liste du Zentrum.
Il décède le 2 juin 2020.

## Discographie

### Singles
- 1979 · Herbert
- 1980 · Morgens Fango – Abends Tango
- 1981 · Polonäse Blankenese
- 1982 · Jap dadel dip, dadel dup dadel
- 1982 · Der Ohrwurm
- 1982 · Polonäse mit Getöse
- 1982 · Damenwahl
- 1983 · Schick, Schick Bum, Bum
- 1984 · Get On Up
- 1984 · I'm a Winner
- 1985 · Schlappi Räp avec Klaus Schlappner
- 1990 · Wenn die Nordlichter feiern
- 1990 · Wenn die Kirschblüten blüh'n im Alten Land
- 2004 · King of the Jungle (Werner Böhm vs. Gottlieb Wendehals)
- 2006 · Saalrunde

### Albums
- 1979 · Polonäse Blankenese
- 1981 · Mensch ärgere Dich nicht
- 1982 · ErVolksLieder
- 1982 · Polonäse mit Getöse
- 1983 · Da kommt Freude auf
- 1983 · Gran Canaria
- 1984 · 84 AHEAD
- 1984 · Alles hat ein Ende, nur die Wurst hat zwei
- 1988 · Polonäse Blankenese
- 1990 · Freibier für Deutschland
- 1991 · Wenn die Kirschblüten blüh'n
- 1997 · Samba Ramba Zamba
- 1998 · Schmarozza
- 2000 · Polonäse 2000
- 2004 · King of the Jungle
- 2004 · Old Mac Donald
- 2004 · Summertime – Sunny Days